# Agente de transferencia de genes
Un Agente de Transferencia de Genes (ATG) es un elemento genético derivado de un bacteriófago caudovirus producido por varias bacterias y arqueas que mide la transferencia horizontal de genes. Los ATGs empaquetan segmentos aleatorios de ADN presentes en la bacteria hospedadora, y los transducen a una célula receptora. Los ATGs han sido originados a partir de diferentes tipos de virus de bacterias y arqueas, y se han observado en diferentes linajes, como Alphaproteobacteria, espiroquetas o arqueas metanogénicas.

## Domesticación de bacteriófagos
La distribución de tamaños de los profagos sigue una distribución bimodal, en la que uno de los picos representa profagos intactos y el segundo está formado por profagos que decayeron rápidamente y que posteriormente se mantuvieron por selección purificadora. Los ATGs son un caso particular de profagos exaptados o domesticados. En contraste con el medio de acción de los bacteriófagos, los ATG se expresan bajo el control del hospedador. En determinadas situaciones, el hospedador expresa los genes del ATG, que forma una cápsida y empaqueta ADN al azar. Una vez formadas estas cápsidas con ADN del hospedador, los ATG salen de la célula y producen la transferencia horizontal de genes entre células individuales de la misma población bacteriana o arqueana.

## El ATG deRhodobacter capsulatus
El ATG mejor estudiado pertenece a la alfaproteobacteria Rhodobacter capsulatus, llamado en inglés R. capsulatus GTA (RcGTA). Cuando las bacterias llegan a la fase estacionaria de crecimiento, una fracción de las células inducen la producción del RcGTA, liberándolos mediante lisis celular. La mayoría de los genes estructurales de la RcGTA están codificados en un fragmento de 15 kb en el cromosoma bacteriano. Sin embargo, otros genes requeridos para la función de la RcGTA, como los necesarios para su liberación por lisis, están en otros lugares del cromosoma. La producción de RcGTA está controlada por la célula hospedadora. En esta regulación están involucrados un sistema de percepción de cuórum y una histidina quinasa con regulador de respuesta.
Muchas alfaproteobacterias contienen regiones similares a la RcGTA, y varios miembros del orden Rhodobacterales tienen partículas funcionales homólogas a RcGTA.

## El ATG deBartonella
Otro caso conocido de AGT en alfaproteobacterias es el de la Bartonella GTA (BaGTA). Las bacterias de la familia Bartonellaceae no contienen homólogos de la RcGTA, pero sin embargo la mayoría de las especies de este grupo contienen la BaGTA. Esta GTA está originada por un bacteriófago diferente. La BaGTA actúa conjuntamente con otro sistema de genes de origen vírico, que causan un fenómeno denominado replicación escapada ("Run-off replication"), mediante el cual la replicación comienza en un origen de replicación vírico, pero no se detiene en los genes del virus, sino que continúa y replica un fragmento extenso del cromosoma bacteriano. Esta replicación escapada provoca la amplificación de una región cromosómica que contiene genes como sistemas de secreción o adhesinas. Como consecuencia, el mayor número de copias de esta región incrementa la probabilidad de que genes que facilitan la asociación a nuevos hospedadores sean transferidos horizontalmente. Esta propiedad marca la diferencia funcional entre la BaGTA y la RcGTA, clasificándolos como sistemas especialistas o generalistas, respectivamente. La transferencia horizontal facilitada por el ATG especialista de Bartonella provocó una radiación evolutiva en Bartonella, convirtiendo a estas bacterias en un grupo exitoso de comensales y patógenos de mamíferos y otros animales.